# Willam Christensen
Pour les articles homonymes, voir Christensen.
Willam Christensen est un danseur, chorégraphe et maître de ballet américain né le 27 août 1902 et décédé le 14 octobre 2001.
Issu d'une grande famille de danseurs américains, sa carrière est fortement liée au San Francisco Ballet puisqu'il fut soliste dans la compagnie puis directeur artistique de l'institution de 1942 à 1951.
Comme ses frères Harold et Lew, Willam Christensen commence la danse classique avec son oncle qui était maître de ballet avant de poursuivre une formation professionnelle à New York.
Grand pédagogue, il enseigne d'abord à la San Francisco Ballet School de 1937 à 1942 puis il crée la première section de danse classique dans une université américaine, à l'université de l'Utah.
Les frères Christensen se voient délivrer plusieurs prix et distinctions pour récompenser leur contribution au monde de la danse, dont le Dance Magazine Award en 1973 et le Capezio Dance Award en 1983.